# アソピオス (フォルミオンの子)
アソピオスまたはアソーピオス（Asopios、ギリシア語: Ἀσώπιος、？-紀元前428年）はペロポネソス戦争初期のアテナイの将軍である。
アソピオスはペロポネソス戦争初期に活躍した名提督フォルミオンの子である。アソピオスは紀元前428年に将軍に任命され、30隻の艦隊を率いてペロポネソスへと出航してラコニア沿岸を荒らしまわった（この人事は指揮官はフォルミオンの親族にというアカルナニア人の要請のためであったという）。続いて彼はコリントス湾を見張る基地ナウパクトスに向い、12隻を残して他は帰国させた。その後、アカルナニアへと転戦してアカルナニア人と共に、スパルタ側についていたオイニアダイを攻撃したものの、落とすことができなかった。彼は陸軍を解散して海軍をレウカスへ向わせようとしたが、引き上げの際にオイニアダイ軍の攻撃を受けて戦死した。